# Henry Golding
Henry Ewan Golding (sinh ngày 5 tháng 2 năm 1987) là một nam diễn viên người Anh gốc Malaysia. Anh nổi tiếng qua vai diễn Nicholas Young trong Con nhà siêu giàu châu Á (2018).

## Thời thơ ấu
Henry Golding sinh năm 1987 tại Malaysia, mẹ anh là người Malaysia, cha anh là người Anh.